# محافظات غينيا الاستوائية

محافظات غينيا الاستوائية

غينيا الاستوائية تنقسم إلى إقليمين وسبعة محافظات.

## الأقاليم
1. الإقليم الجزيري (Insular Region) وعاصمة الإقليم هي مدينة مالابو (Malabo) وهي أيضاً عاصمة غينيا الاستوائية.
2. الإقليم القاري (Continental Region) وعاصمة الإقليم هي مدينة باتا (Bata).

## المحافظات
المحافظات من رقم 1 إلى رقم 3 تقع في الإقليم الجزيري ومن الأرقام 4 إلى 7 تقع في الإقليم القاري.
| م | المحافظة                       | العاصمة                                 | تعداد السكان (2001) | المساحة (كم2) |
| - | ------------------------------ | --------------------------------------- | ------------------- | ------------- |
| 1 | أنوبون Annobón                 | سان انطونيو دي بالي San Antonio de Palé | 5,008               | 17            |
| 2 | بيوكو نورته Bioko Norte        | مالابو Malabo                           | 231,428             | 776           |
| 3 | بيوكو سور Bioko Sur            | لوبا Luba                               | 29,034              | 1,241         |
| 4 | سينترو سور Centro Sur          | إفينايونغ Evinayong                     | 125,856             | 9,931         |
| 5 | كيه-نتيم Kié-Ntem              | إيبيبين Ebebiyín                        | 167,279             | 3,943         |
| 6 | ساحل البحر ( ليتورال ) Litoral | باتا Bata                               | 298,414             | 6,665         |
| 7 | ويل-نزاس Wele-Nzas             | مونغومو Mongomo                         | 157,980             | 5,478         |

تنقسم المحافظات إلى 32 بلدية .